# Урбани, Доминик

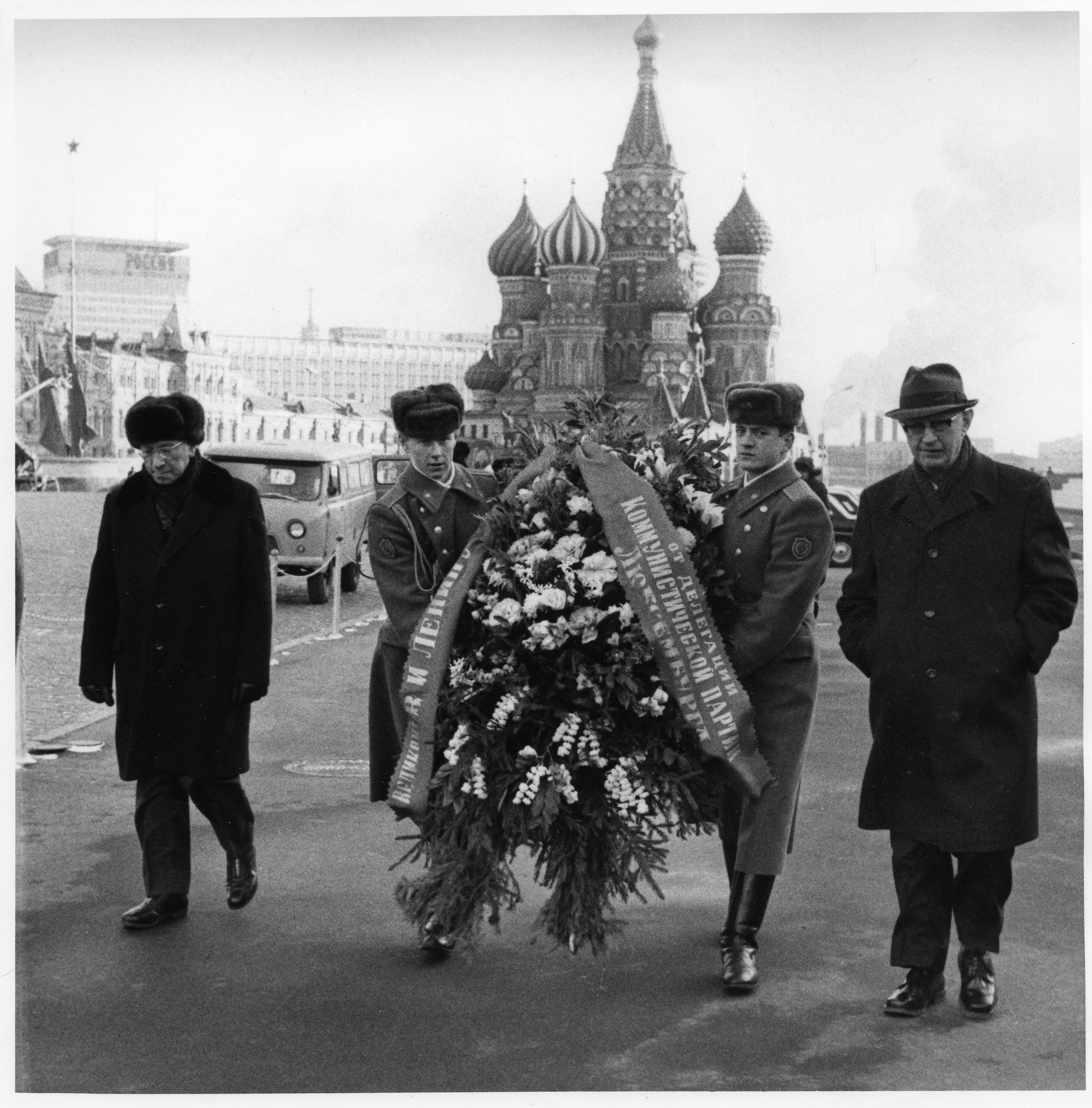
Ha Красной площади (1972).

Доминик Урбани (люкс. Dominique Urbany; 29 марта 1903, Рюмеланж — 21 октября 1986, Люксембург) — деятель европейского коммунистического движения, один из основателей Коммунистической партии Люксембурга, отец Рене Урбани.

## Биография
Родился в семье шахтера.
По профессии учитель. В январе 1921 года участвовал в работе Учредительного съезда Коммунистической партии Люксембурга (КПЛ). С 1929 года — член ЦК, с 1930 — член Политбюро ЦК, затем — Исполкома ЦК КПЛ. В 1933—1965 годах — генеральный секретарь КПЛ, с апреля 1965 — председатель КПЛ, с 1976 года — почётный председатель КПЛ. Делегат 7-го конгресса Коминтерна (1935).
Один из участников бельгийского и люксембургского Сопротивления в годы Второй мировой войны. С 1945 года депутат парламента. В 1946—1947 годах — министр здравоохранения и социальной защиты в правительстве национального единства, сформированном после освобождения Люксембурга от нацистской оккупации в ноябре 1944 года: стал вторым министром-коммунистом после смерти Шарля Маркса.
Награждён советскими орденами — Октябрьской Революции (1973), Ленина (1983).